# Mili Balakirev

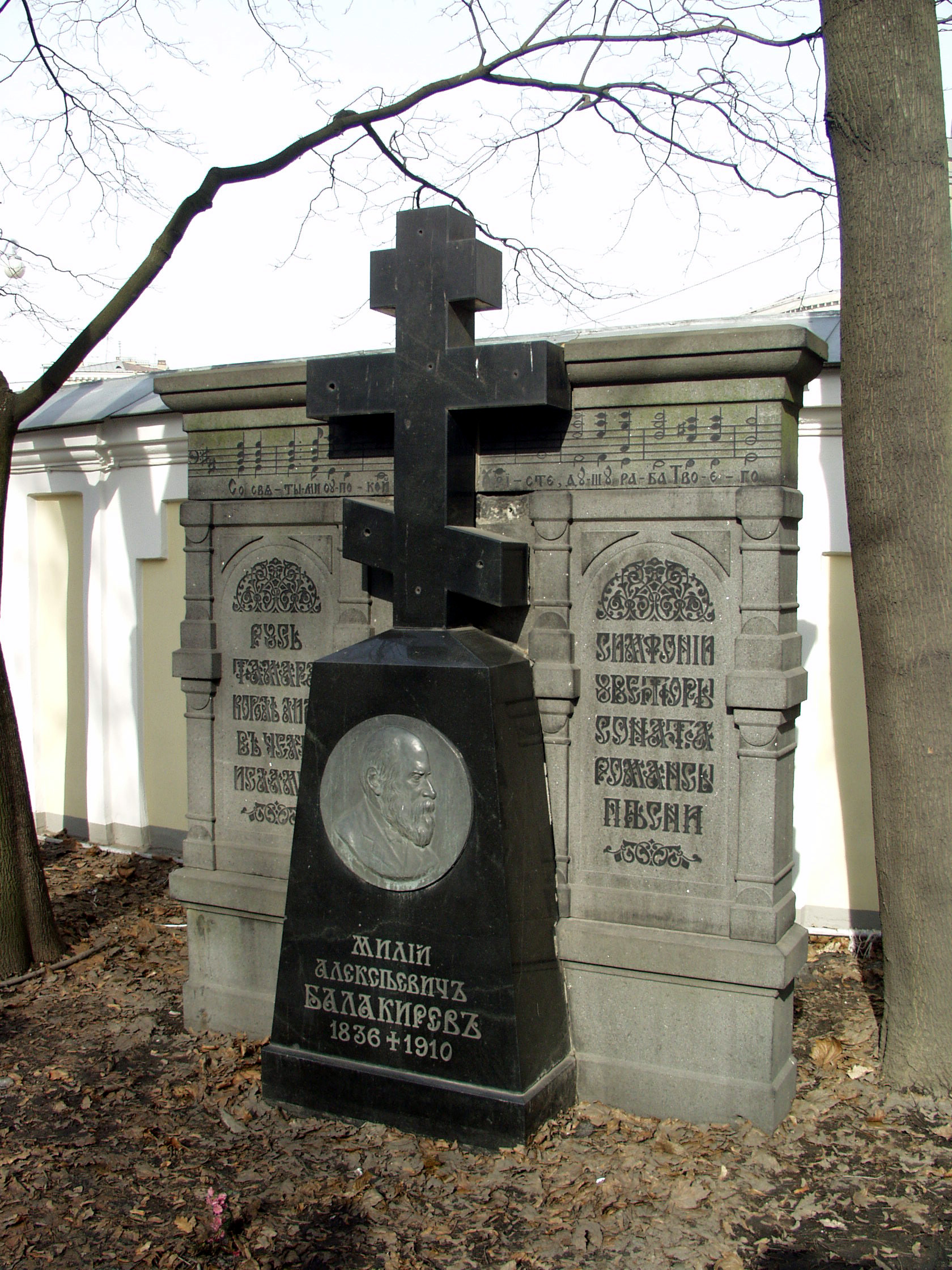
Balakirevs graf op Tichvin-begraafplaats.

Mili Aleksejevitsj Balakirev (Russisch: Милий Алексеевич Балакирев) (Nizjni Novgorod, 2 januari 1837 – Sint-Petersburg, 29 mei 1910) was een Russische componist. Tegenwoordig is hij misschien meer bekend als de initiatiefnemer van Het Machtige Hoopje, een groep van vijf componisten, dan om zijn (eigen) muziek.

## Biografie
Hij werd geboren in Nizjni Novgorod en had als jongen het voorrecht samen te wonen met Oelibitsjev, schrijver van een biografie van Mozart, die zijn eigen privé muziekgezelschap had en van wie Balakirev een gedegen muzikale opvoeding kreeg. Met achttien jaar ging hij, na een wiskundige opleiding aan de universiteit, vol nationalistische geestdrift naar Sint-Petersburg en maakte daar kennis met Michail Glinka. Rondom hem verzamelden zich César Cui en anderen. In 1862 richtten zij de Vrije School voor Muziek op.
In 1869 werd Balakirev benoemd tot leider van de hofkapel en dirigent van de keizerlijke muziekvereniging. Zijn invloed als dirigent en organisator van Russische muzikale activiteiten bezorgden hem faam als oprichter van een nieuwe beweging. Zijn werk bestaat hoofdzakelijk uit liederen en verzamelingen van volksliederen, maar omvat daarnaast twee symfonieën, twee symfonische gedichten (Russia and Tamara), vier ouvertures en een aantal stukken voor piano, waaronder Islamej. Zijn werken voor orkest zijn meestal stukken programmamuziek, in een stijl die werd ontwikkeld door Balakirevs volgelingen als Alexander Borodin en Nikolaj Rimski-Korsakov.
Mili Alexejevitsj Balakirev overleed op 29 mei 1910 en werd begraven op de Tichvin-begraafplaats bij het Alexander Nevski Klooster in Sint-Petersburg.

## Geselecteerde werken

### Werken met opusnummers
- Pianoconcert nr. 1 in f mineur, op. 1 (1855-1856).
- Octet, op. 3.
- "Grande Fantasie" op Russische volksmuziek, op. 4, voor piano en orkest.
- Pianosonate nr. 1 in b-mineur, op. 5.
- Overture op een Spaans marsthema, op. 6 (1857).
- "Islamej", Oriëntaalse fantasie voor piano, op. 18 (1869, rev. 1902).
- Pianosonate nr. 2 in b-mineur, op. 102 (1905).
- Pianoconcert nr. 2 in E majeur, op. posth. (1861-1910, voltooid door Sergej Ljapoenov).

### Werken met een jaaraanduiding
- "Reminiscences" aan Glinka’s opera "Een leven voor de tsaar", fantasie voor piano (2e versie van de fantasie op thema’s van Glinka) (1854-1855, rev. 1899).
- Scherzo voor piano nr. 1 in b-mineur (1856).
- Ouverture op een Spaans marsthema, op. 6 (1857).
- Ouverture op drie Russische thema’s (1858).
- "King Lear" ("Korol' Lir"), muziek op Shakespeares toneelstuk (1858-1861, rev. 1902-1905).
- Polka in f-sharp for piano (1859).
- Mazurka voor piano nr. 1 in A-majeur (1861-1884).
- Mazurka voor piano nr. 2 in c mineur (1861-1884).
- Rusland (Rus'), tweede ouverture op Russische thema’s, voor orkest, symfonisch gedicht (1863-1864, rev 1884).
- Jota aragonesa voor piano (naar Glinka) (1864).
- "De Leeuwerik" ("Zhavronok") voor piano, transcriptie van een lied van Glinka (1864).
- Symfonie nr. 1 in C majeur (1864-1866).
- Overture op Tsjechische thema’s "In Bohemia" ("V Chechii"), symfonisch gedicht, (1867, rev. 1905).
- Tamara, symfonisch gedicht (1867-1882).
- Islamej, voor piano, op.18 (1869)
- "Au jardin, étude-idylle" voor piano in D majeur (1884).
- In de tuin, voor piano (1884).
- Mazurka voor piano nr. 3 in b-mineur (1886).
- Mazurka voor piano nr. 4 in Gmajeur (1886).
- Nocturne voor piano nr. 1 in b-mineur (1898).
- Dumka voor Piano (1900).
- Mazurka voor piano nr. 5 in D majeur (1900).
- Scherzo voor piano nr. 2 in B flat minor (1900).
- Wals voor piano nr. 1 in G majeur "Valse di bravura" (1900).
- Wals voor piano nr.. 2 in f mineur "Valse mélancholique" (1900).
- Symfonie nr. 2 in d mineur (1900-1908).
- Berceuse voor piano in D majeur (1901).
- Gondellied, voor piano in a-mineur (1901).
- Nocturne voor piano nr. 2 in b-mineur (1901).
- Scherzo for Piano no 3 in F sharp major (1901).
- Tarantella voor piano in B-majeur (1901).
- Wals voor piano nr. 3 in D majeur "Valse-impromptu" (1901).
- Suite in B (1901-1908).
- Capriccio voor piano in D majeur (1902).
- Mazurka voor piano nr. 6. voor piano in A-majeur (1902).
- Nocturne voor piano nr. 3 in D minor (1902).
- Spaanse melodie voor piano (1902).
- Spaanse serenade voor piano (1902).
- Toccata in C voor piano (1902).
- Tyrolienne (1902).
- Wals voor piano nr. 4 in B-majeur "Valse de concert" (1902).
- Cantate voor de inauguratie van het Glinka Memoriaal (opgedragen aan Mikhail Glinka), voor koor en orkest (1902-1904).
- "Chant du pecheur" (1903).
- Humoresque voor piano in D majeur (1903).
- Fantasiestuk voor piano in D majeur (1903).
- "Rêverie", voor piano in F majeur (1903).
- Wals voor piano nr. 5 in D majeur (1903).
- Wals voor piano nr. 6 in f mineur (1903-1904).
- Romance (transcriptie voor piano solo van het tweede deel van Chopins eerste concert voor piano en orkest, op. 11) (1905).
- "La fileuse" voor piano in b-mineur (1906).
- Mazurka voor piano nr. 7 in e mineur (1906).
- Novelette voor piano in A-majeur (1906).
- Wals voor piano nr. 7 in g mineur (1906).
- Impromptu voor piano (naar Chopins preludes in e mineur en B-majeur) (1907).
- Esquisses (Sonatina) voor piano in G majeur (1909).

### Ongedateerde werken
- Complainte voor piano.
- Fantasie voor Piano.
- Overture op de thema’s op drie Russische liederen, voor orkest.
- "Zeg dat de liefde niet voorbij gaat" voor piano, transcriptie van een lied van Glinka.